# Нижанковичи
Нижанко́вичи (укр. Нижанковичі) — посёлок в Добромильской городской общине Самборского района Львовской области Украины.
Расположен на обоих берегах реки Вяр, у украинско-польской границы. В черте поселка — железнодорожная станция Нижанковичи.

## История
Село под названием Загуменки впервые упоминается в XIII в., в 1388 — Краснополь, а под названием Нижанковичи — в XV в.
В 1324 оно было сожжено татарами. Около 1498, 1502, 1524, а затем в 1620, 1621, 1624 і 1626 Нижанковичи вновь страдали от татарских нападений.
В 1408 Нижанковичи получили магдебургское право. В 1431 король Владислав II Ягайло предоставил городу польское право.
В 1601 г. город ограбил перемышльский староста Томаш Дрогоевский, а в 1607 — Ян Щенсный-Гербурт. С 1602 г. зарегистрированы первые упоминания о евреях, которые поселяются в городе. Во второй половине XVIII в. в Нижанковичах появляется независимая еврейская гмина (Кагал).
В начале XX в. в селе действовало несколько промышленных предприятий: лесопильня, паркетная фабрика, кирпичный завод и др.

## Памятники архитектуры
- Кирпичная архаичная оборонного типа Троицкая церковь (XVI в.),
- Троицкий костёл (XVII в.)
- Панский дворец (XIX в.)
- Нижанковичская ратуша (1759)

- Троицкая церковь
- Троицкий костёл
- Панский дворец
- Нижанковичская ратуша